# Tulipa subquinquefolia
Tulipa subquinquefolia là một loài thực vật có hoa trong họ Liliaceae. Loài này được Vved. miêu tả khoa học đầu tiên năm 1946.